# جان گونزالس
جان گونزالس (انگلیسی: Jon González؛ زادهٔ ۳۱ دسامبر ۱۹۷۳) بازیکن فوتبال اهل اسپانیا است.